# Pays des Trois-Lacs
Pour les articles homonymes, voir Les Trois Lacs, Les Trois Lacs (Les Sources), Trois Lacs et Trois-Lacs.
Ne doit pas être confondu avec Seeland (Suisse).

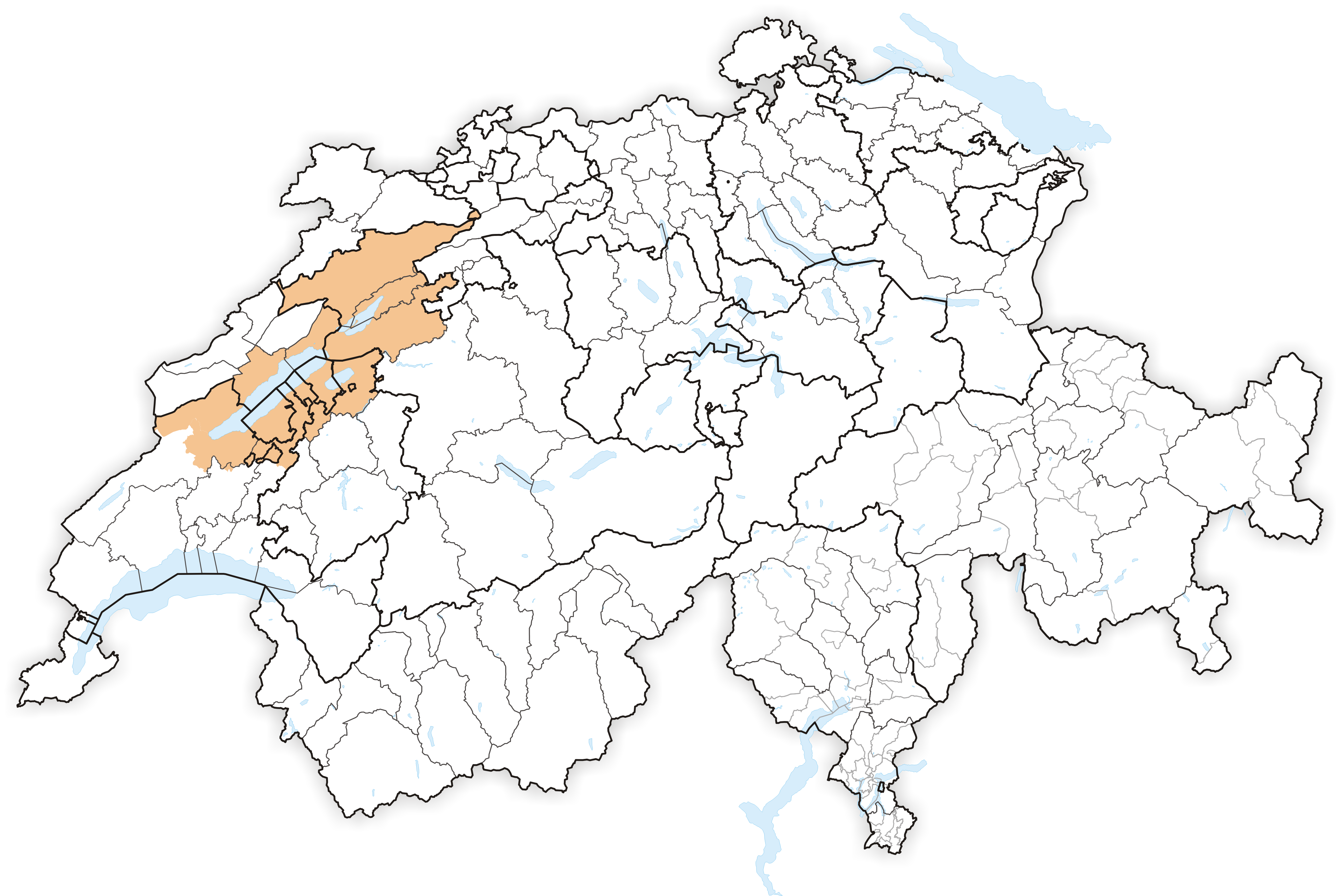
Le Pays des Trois-Lacs.

Le Pays des Trois-Lacs (en allemand : Drei-Seen-Land) est une région de Suisse, qui entoure les lacs de Neuchâtel, de Bienne et de Morat. Elle se trouve sur les cantons de Berne, Fribourg, Neuchâtel et Vaud.

## Géographie

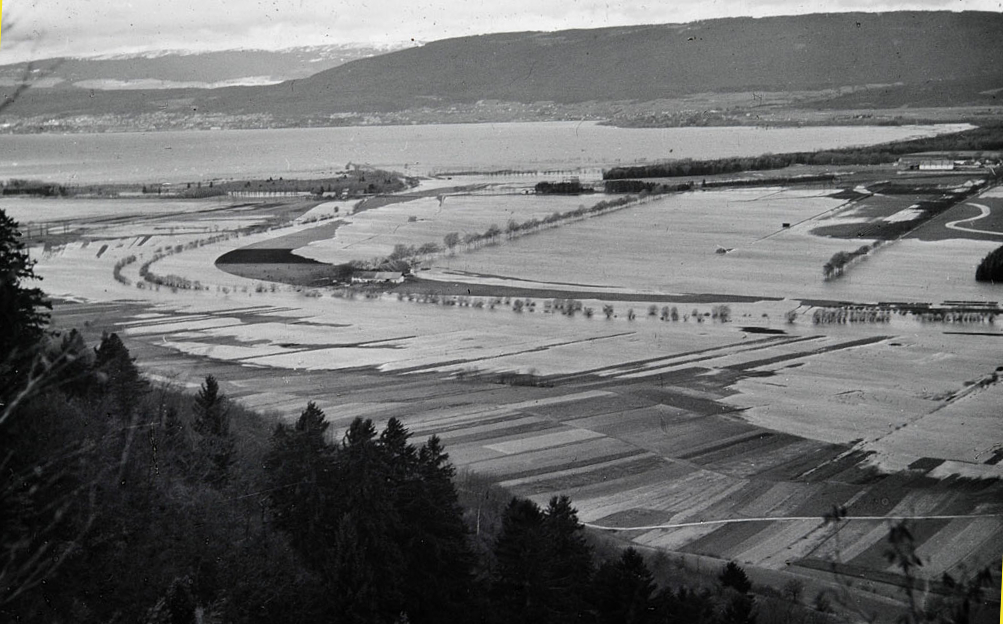
Inondations du Grand-Marais.

La région située entre les lacs était autrefois inondable par l'Aar et donc très humide. L'eau a été dirigée vers les canaux et les lacs lors de la première correction des eaux du Jura aux XIXe et XXe siècles. La zone asséchée, nommée le Seeland, est devenue la plus importante région de production de légumes en Suisse.
Les villes principales sont Bienne (haut-lieu de l'industrie horlogère), Neuchâtel et Yverdon-les-Bains. La région est en partie francophone et en partie germanophone (suisse allemand). Les villes de Bienne et de Morat sont bilingues, avec une majorité parlant le suisse allemand.

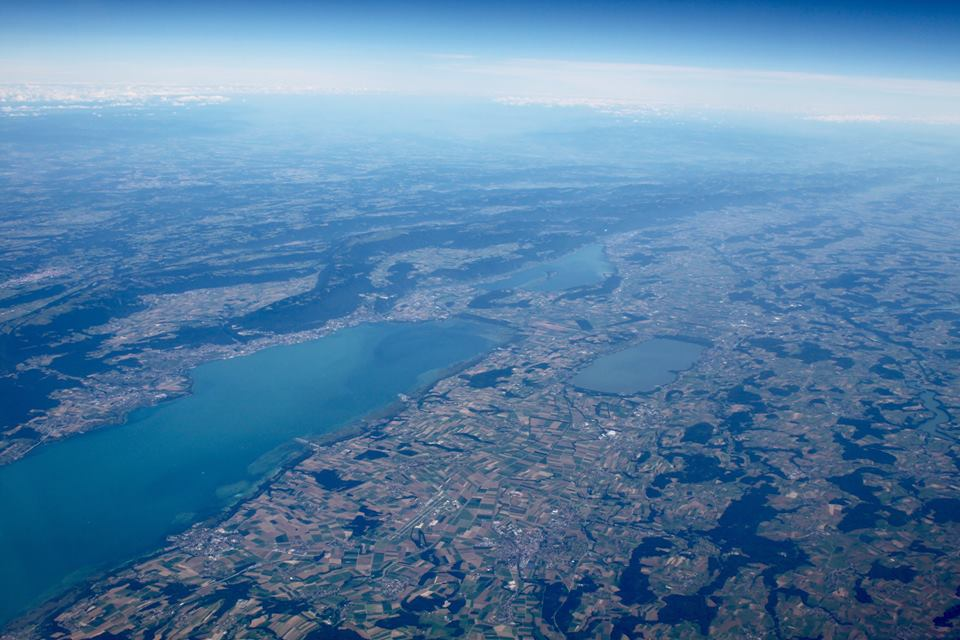
Vue aérienne du Pays des Trois-Lacs.

## Culture
Le Pays des Trois-Lacs a été le lieu d'Expo.02, la sixième exposition nationale suisse. Les lieux d'exposition, ou « Arteplages », se trouvaient à Bienne, Morat, Neuchâtel et Yverdon, plus deux bateaux sur les lacs de Bienne et de Neuchâtel.
Durant la seconde moitié du XIXe siècle, notamment lors des travaux de la première correction des eaux du Jura, de nombreux sites archéologiques datant du Néolithique à l'âge du fer sont découverts sur les rives des lacs. Le site de la Tène donne son nom au second âge du fer européen.
La région est connue pour ses vins. Les vignes sont situées le long du massif du Jura et sur le mont Vully.